# Borbacha sarawakaria
Borbacha sarawakaria là một loài bướm đêm trong họ Geometridae.